# Rodrigo Suárez Peña
Rodrigo Suárez Peña, meglio noto come Rodri (Utrera, 7 marzo 1986), è un ex calciatore spagnolo, di ruolo centrocampista.

## Carriera
Prodotto del vivaio del Real Betis, debutta in prima squadra il 29 agosto 2009 nella gara contro il Córdoba. Nella sua prima stagione in prima squadra collezione 23 presenze in Segunda División. L'anno successivo trova poco spazio e a gennaio 2011 viene prestato al Cartagena. Successivamente in estate viene ceduto a titolo definitivo al Club Deportivo Guadalajara.